# Coppa UEFA 2015-2016 (calcio a 5)
La Coppa UEFA 2015-2016 è stata la 15ª edizione del torneo continentale riservato ai club di calcio a 5 vincitori nella precedente stagione del massimo campionato delle federazioni affiliate alla UEFA. La competizione ha avuto inizio il 25 agosto 2015 e si è conclusa il 24 aprile 2016.

## Formula
Il torneo è diviso in tre fasi a gironi e una fase finale a quattro squadre. Nel turno preliminare le squadre delle nazioni con il più basso ranking si affrontano in gironcini da tre o quattro unità, ognuno dei quali determina l'unica squadra che accede alla fase successiva. Le vincenti del turno preliminare si uniscono a tutte le altre squadre che non hanno partecipato al turno precedente, eccetto le prime quattro nel ranking. Tramite sorteggio, le squadre sono suddivise in sei gironi da quattro e si affrontano con le stesse modalità della fase preliminare. Le prime due classificate di ogni girone sono qualificate al turno élite, al quale partecipano anche le 4 società con il più alto ranking. Le società sono nuovamente sorteggiate per dare vita a quattro gironi da quattro unità, dai quali usciranno le quattro squadre qualificate alla fase finale. La fase finale (final four) consiste in partite a eliminazione diretta; si disputa nell'arco di un fine settimana e viene ospitata da una delle partecipanti. Se la finale per il terzo posto finisce in parità al termine dei 40 minuti regolamentari, i direttori di gara procederanno ai tiri di rigore, mentre nelle rimanenti gare si disputano due tempi supplementari da dieci minuti.

## Squadre partecipanti
La società campione in carica è il Qairat Almaty che nel 2015 ha vinto per la seconda volta il trofeo superando in finale il Barcellona. In seguito allo scioglimento dell'Iberia Star Tbilisi - la cui eredità è stata tuttavia raccolta dalla neonata "Georgians Tbilisi" - la società ad aver partecipato al maggior numero di edizioni è ora l'Athina 90, giunta a 13 partecipazioni. Tra le 14 società al debutto si segnala il Differdange, prima società lussemburghese a disputare una competizione continentali di calcio a 5. Si riporta di seguito il tabellone delle società partecipanti. L'asterisco indica che la società è alla prima partecipazione alla Coppa UEFA, mentre i numeri in apice riportano il ranking relativo alla stagione precedente.
| Turno élite (Élite round)             | Turno élite (Élite round) | Turno élite (Élite round) | Turno élite (Élite round) |
| ------------------------------------- | ------------------------- | ------------------------- | ------------------------- |
| Qairat AlmatyDT                       | Ekonomac Kragujevac       | Inter                     | Tulpar                    |
| Turno principale (Main round)         |                           |                           |                           |
| APOEL                                 | Athina 90                 | Baku United               | Benfica                   |
| City'us Târgu Mureș                   | Dobovec                   | Eindhoven                 | Era-Pack Chrudim          |
| Georgians Tbilisi*                    | Grand Pro Varna           | Győri ETO                 | Lidselmash Lida           |
| Lokomotyv Charkiv                     | Nikars                    | Slov-Matic Bratislava     | Yugra Jugorsk*            |
| Turno preliminare (Preliminary round) |                           |                           |                           |
| Centar Sarajevo1º                     | Grorud*,1º                | Halle-Gooik*,1º           | Hamburg Panthers1º        |
| Kremlin-Bicêtre1º                     | Nacional Zagabria1º       | Pescara*,1º               | Zelezarec Skopje1º        |
| ASA Ben Gurion2º                      | Blue Magic*,2º            | Encamp2º                  | Flamurtari Valona2º       |
| Göteborg2º                            | Progress Chisinau2º       | Sievi*,2º                 | Stella Rossa Vienna2º     |
| Augur Tallinn*,3º                     | ASUE Erevan*,3º           | İstanbul Universitesi3º   | Gentofte3º                |
| Mobulu*,3º                            | Fair City Santos3º        | Titograd*,3º              | Víkingur Ólafsvík3º       |
| Cardiff University*,4º                | Differdange*,4º           | Inkaras Kaunas*,4º        | St. Andrews*,4º           |
| Lynx*, 4º                             |                           |                           |                           |

## Turno preliminare
Il turno preliminare ha interessato 29 formazioni e si è giocato tra il 25 e il 29 agosto 2015. La composizione dei gironi del turno preliminare, così come di quelli del turno principale, è stata determinata tramite sorteggio, tenutosi a Nyon il 2 luglio 2015. Le otto società che hanno ospitato i gruppi, designate prima del sorteggio, sono riportate in corsivo nelle classifiche, mentre quelle in grassetto sono le squadre qualificatesi al turno principale.

### Gruppo A
| Squadra               | P.ti | G | V | N | P | GF | GS | DR  |
| --------------------- | ---- | - | - | - | - | -- | -- | --- |
| Kremlin-Bicêtre       | 9    | 3 | 3 | 0 | 0 | 12 | 1  | +11 |
| Stella Rossa Vienna   | 6    | 3 | 2 | 0 | 1 | 7  | 5  | +2  |
| İstanbul Universitesi | 3    | 3 | 1 | 0 | 2 | 8  | 7  | +1  |
| Inkaras Kaunas        | 0    | 3 | 0 | 0 | 3 | 3  | 17 | -14 |

|                       | Lituania (bandiera) | Turchia (bandiera) | Francia (bandiera) | Austria (bandiera) |
| --------------------- | ------------------- | ------------------ | ------------------ | ------------------ |
| Inkaras Kaunas        |                     | 1-6                |                    |                    |
| İstanbul Universitesi |                     |                    | 0-3                |                    |
| Kremlin-Bicêtre       | 7-1                 |                    |                    | 2-0                |
| Stella Rossa Vienna   | 4-1                 | 3-2                |                    |                    |

### Gruppo B
| Squadra     | P.ti | G | V | N | P | GF | GS | DR  |
| ----------- | ---- | - | - | - | - | -- | -- | --- |
| Pescara     | 9    | 3 | 3 | 0 | 0 | 18 | 0  | +18 |
| Gentofte    | 4    | 3 | 1 | 1 | 1 | 8  | 10 | -2  |
| St. Andrews | 4    | 3 | 1 | 1 | 1 | 10 | 17 | -7  |
| Encamp      | 0    | 3 | 0 | 0 | 3 | 5  | 14 | -9  |

|             | Andorra (bandiera) | Danimarca (bandiera) | Italia (bandiera) | Malta (bandiera) |
| ----------- | ------------------ | -------------------- | ----------------- | ---------------- |
| Encamp      |                    | 2-3                  |                   | 3-5              |
| Gentofte    |                    |                      | 0-3               |                  |
| Pescara     | 6-0                |                      |                   | 9-0              |
| St. Andrews |                    | 5-5                  |                   |                  |

### Gruppo C
| Squadra            | P.ti | G | V | N | P | GF | GS | DR  |
| ------------------ | ---- | - | - | - | - | -- | -- | --- |
| Nacional Zagabria  | 9    | 3 | 3 | 0 | 0 | 30 | 1  | +29 |
| Titograd           | 6    | 3 | 2 | 0 | 1 | 9  | 6  | +3  |
| Blue Magic         | 3    | 3 | 1 | 0 | 2 | 3  | 21 | -18 |
| Cardiff University | 0    | 3 | 0 | 0 | 3 | 2  | 16 | -14 |

|                    | Irlanda (bandiera) | Galles (bandiera) | Croazia (bandiera) | Montenegro (bandiera) |
| ------------------ | ------------------ | ----------------- | ------------------ | --------------------- |
| Blue Magic         |                    |                   | 0-15               |                       |
| Cardiff University | 1-2                |                   |                    |                       |
| Nacional Zagabria  |                    | 11-0              |                    | 4-1                   |
| Titograd           | 5-1                | 3-1               |                    |                       |

### Gruppo D
| Squadra          | P.ti | G | V | N | P | GF | GS | DR  |
| ---------------- | ---- | - | - | - | - | -- | -- | --- |
| Sievi            | 9    | 3 | 3 | 0 | 0 | 21 | 6  | +15 |
| Grorud           | 4    | 3 | 1 | 1 | 1 | 12 | 11 | +1  |
| Lynx             | 4    | 3 | 1 | 1 | 1 | 14 | 16 | -2  |
| Fair City Santos | 0    | 3 | 0 | 0 | 3 | 5  | 19 | -14 |

|                  | Scozia (bandiera) | Norvegia (bandiera) | Gibilterra (bandiera) | Finlandia (bandiera) |
| ---------------- | ----------------- | ------------------- | --------------------- | -------------------- |
| Fair City Santos |                   |                     |                       | 1-6                  |
| Grorud           | 6-0               |                     | 4-4                   |                      |
| Lynx             |                   | 7-4                 |                       | 3-8                  |
| Sievi            |                   | 7-2                 |                       |                      |

### Gruppo E
| Squadra           | P.ti | G | V | N | P | GF | GS | DR |
| ----------------- | ---- | - | - | - | - | -- | -- | -- |
| Hamburg Panthers  | 9    | 3 | 3 | 0 | 0 | 14 | 5  | +9 |
| Flamurtari Valona | 6    | 3 | 2 | 0 | 1 | 8  | 6  | +2 |
| Víkingur Ólafsvík | 3    | 3 | 1 | 0 | 2 | 12 | 15 | -3 |
| Differdange       | 0    | 3 | 0 | 0 | 3 | 9  | 17 | -8 |

|                   | Lussemburgo (bandiera) | Albania (bandiera) | Germania (bandiera) | Islanda (bandiera) |
| ----------------- | ---------------------- | ------------------ | ------------------- | ------------------ |
| Differdange       |                        | 2-3                |                     |                    |
| Flamurtari Valona |                        |                    | 0-3                 |                    |
| Hamburg Panthers  | 6-2                    |                    |                     | 5-3                |
| Víkingur Ólafsvík | 8-5                    | 1-5                |                     |                    |

### Gruppo F
| Squadra          | P.ti | G | V | N | P | GF | GS | DR |
| ---------------- | ---- | - | - | - | - | -- | -- | -- |
| Zelezarec Skopje | 6    | 2 | 2 | 0 | 0 | 7  | 2  | +5 |
| ASA Ben Gurion   | 3    | 2 | 1 | 0 | 1 | 6  | 4  | +2 |
| Augur            | 0    | 2 | 0 | 0 | 2 | 1  | 8  | -7 |

|                  | Israele (bandiera) | Estonia (bandiera) | Macedonia del Nord (bandiera) |
| ---------------- | ------------------ | ------------------ | ----------------------------- |
| ASA Ben Gurion   |                    |                    | 2-3                           |
| Augur            | 1-4                |                    |                               |
| Zelezarec Skopje |                    | 4-0                |                               |

### Gruppo G
| Squadra           | P.ti | G | V | N | P | GF | GS | DR  |
| ----------------- | ---- | - | - | - | - | -- | -- | --- |
| Halle-Gooik       | 6    | 2 | 2 | 0 | 0 | 14 | 1  | +13 |
| Progress Chisinau | 3    | 2 | 1 | 0 | 1 | 5  | 9  | -4  |
| ASUE Erevan       | 0    | 2 | 0 | 0 | 2 | 1  | 10 | -9  |

|                   | Armenia (bandiera) | Belgio (bandiera) | Moldavia (bandiera) |
| ----------------- | ------------------ | ----------------- | ------------------- |
| ASUE Erevan       |                    | 0-6               |                     |
| Halle-Gooik       |                    |                   | 8-1                 |
| Progress Chisinau | 4-1                |                   |                     |

### Gruppo H
| Squadra         | P.ti | G | V | N | P | GF | GS | DR |
| --------------- | ---- | - | - | - | - | -- | -- | -- |
| Centar Sarajevo | 6    | 2 | 2 | 0 | 0 | 7  | 2  | +5 |
| Göteborg        | 3    | 2 | 1 | 0 | 1 | 6  | 4  | +2 |
| Mobulu          | 0    | 2 | 0 | 0 | 2 | 1  | 8  | -7 |

|                 | Bosnia ed Erzegovina (bandiera) | Svezia (bandiera) | Svizzera (bandiera) |
| --------------- | ------------------------------- | ----------------- | ------------------- |
| Centar Sarajevo |                                 |                   | 11-2                |
| Göteborg        | 1-13                            |                   |                     |
| Mobulu          |                                 | 2-5               |                     |

## Turno principale
Il turno principale ha interessato 24 formazioni e si è giocato tra il 29 settembre e il 4 ottobre 2015. Le otto società che hanno ospitato i gruppi, designate prima del sorteggio, sono riportate in corsivo nelle classifiche, mentre quelle in grassetto sono le squadre qualificatesi al turno principale.

### Gruppo 1
| Squadra           | P.ti | G | V | N | P | GF | GS | DR  |
| ----------------- | ---- | - | - | - | - | -- | -- | --- |
| Yugra Jugorsk     | 9    | 3 | 3 | 0 | 0 | 28 | 5  | +23 |
| Kremlin-Bicêtre   | 6    | 3 | 2 | 0 | 1 | 7  | 8  | -1  |
| Georgians Tbilisi | 3    | 3 | 1 | 0 | 2 | 7  | 17 | -10 |
| APOEL             | 0    | 3 | 0 | 0 | 3 | 7  | 19 | -12 |

|                   | Cipro (bandiera) | Georgia (bandiera) | Francia (bandiera) | Russia (bandiera) |
| ----------------- | ---------------- | ------------------ | ------------------ | ----------------- |
| APOEL             |                  | 1-5                | 3-4                |                   |
| Georgians Tbilisi |                  |                    |                    | 2-13              |
| Kremlin-Bicêtre   |                  | 3-0                |                    |                   |
| Yugra Jugorsk     | 10-3             |                    | 5-0                |                   |

### Gruppo 2
| Squadra         | P.ti | G | V | N | P | GF | GS | DR  |
| --------------- | ---- | - | - | - | - | -- | -- | --- |
| Benfica         | 9    | 3 | 3 | 0 | 0 | 23 | 5  | +18 |
| Dobovec         | 6    | 3 | 2 | 0 | 1 | 13 | 10 | +3  |
| Grand Pro Varna | 3    | 3 | 1 | 0 | 2 | 10 | 21 | -11 |
| Centar Sarajevo | 0    | 3 | 0 | 0 | 3 | 9  | 19 | -10 |

|                 | Portogallo (bandiera) | Bosnia ed Erzegovina (bandiera) | Slovenia (bandiera) | Bulgaria (bandiera) |
| --------------- | --------------------- | ------------------------------- | ------------------- | ------------------- |
| Benfica         |                       | 8-2                             | 6-1                 |                     |
| Centar Sarajevo |                       |                                 |                     | 5-6                 |
| Dobovec         |                       | 5-2                             |                     | 7-2                 |
| Grand Pro Varna | 2-9                   |                                 |                     |                     |

### Gruppo 3
| Squadra             | P.ti | G | V | N | P | GF | GS | DR  |
| ------------------- | ---- | - | - | - | - | -- | -- | --- |
| Pescara             | 9    | 3 | 3 | 0 | 0 | 24 | 4  | +20 |
| Lokomotyv Charkiv   | 6    | 3 | 2 | 0 | 1 | 13 | 9  | +4  |
| City'us Târgu Mureș | 3    | 3 | 1 | 0 | 2 | 15 | 14 | +1  |
| Hamburg Panthers    | 0    | 3 | 0 | 0 | 3 | 2  | 27 | -25 |

|                     | Romania (bandiera) | Germania (bandiera) | Ucraina (bandiera) | Italia (bandiera) |
| ------------------- | ------------------ | ------------------- | ------------------ | ----------------- |
| City'us Târgu Mureș |                    | 9-1                 |                    | 3-8               |
| Hamburg Panthers    |                    |                     |                    | 0-11              |
| Lokomotyv Charkiv   | 5-3                | 7-1                 |                    |                   |
| Pescara             |                    |                     | 5-1                |                   |

### Gruppo 4
| Squadra               | P.ti | G | V | N | P | GF | GS | DR  |
| --------------------- | ---- | - | - | - | - | -- | -- | --- |
| Slov-Matic Bratislava | 9    | 3 | 3 | 0 | 0 | 19 | 5  | +14 |
| Zelezarec Skopje      | 6    | 3 | 2 | 0 | 1 | 15 | 13 | +2  |
| Sievi                 | 3    | 3 | 1 | 0 | 2 | 11 | 15 | -4  |
| Eindhoven             | 0    | 3 | 0 | 0 | 3 | 7  | 19 | -12 |

|                       | Paesi Bassi (bandiera) | Finlandia (bandiera) | Slovacchia (bandiera) | Macedonia del Nord (bandiera) |
| --------------------- | ---------------------- | -------------------- | --------------------- | ----------------------------- |
| Eindhoven             |                        | 3-5                  | 1-8                   |                               |
| Sievi                 |                        |                      |                       | 5-6                           |
| Slov-Matic Bratislava |                        | 6-1                  |                       | 5-3                           |
| Zelezarec Skopje      | 6-3                    |                      |                       |                               |

### Gruppo 5
| Squadra          | P.ti | G | V | N | P | GF | GS | DR  |
| ---------------- | ---- | - | - | - | - | -- | -- | --- |
| Era-Pack Chrudim | 6    | 3 | 2 | 0 | 1 | 13 | 6  | +7  |
| Halle-Gooik      | 6    | 3 | 2 | 0 | 1 | 16 | 9  | +7  |
| Nikars           | 6    | 3 | 2 | 0 | 1 | 12 | 10 | +2  |
| Athina 90        | 0    | 3 | 0 | 0 | 3 | 2  | 18 | -16 |

|                  | Grecia (bandiera) | Rep. Ceca (bandiera) | Belgio (bandiera) | Lettonia (bandiera) |
| ---------------- | ----------------- | -------------------- | ----------------- | ------------------- |
| Athina 90        |                   | 0-6                  |                   |                     |
| Era-Pack Chrudim |                   |                      | 2-4               | 5-2                 |
| Halle-Gooik      | 8-1               |                      |                   |                     |
| Nikars           | 4-1               |                      | 6-4               |                     |

### Gruppo 6
| Squadra           | P.ti | G | V | N | P | GF | GS | DR |
| ----------------- | ---- | - | - | - | - | -- | -- | -- |
| Lidselmash Lida   | 9    | 3 | 3 | 0 | 0 | 9  | 5  | +4 |
| Győri ETO         | 6    | 3 | 2 | 0 | 1 | 13 | 9  | +4 |
| Nacional Zagabria | 3    | 3 | 1 | 0 | 2 | 9  | 10 | -1 |
| Baku United       | 0    | 3 | 0 | 0 | 3 | 7  | 14 | -7 |

|                   | Inghilterra (bandiera) | Ungheria (bandiera) | Bielorussia (bandiera) | Croazia (bandiera) |
| ----------------- | ---------------------- | ------------------- | ---------------------- | ------------------ |
| Baku United       |                        | 1-5                 |                        | 4-5                |
| Győri ETO         |                        |                     | 3-4                    | 5-4                |
| Lidselmash Lida   | 4-2                    |                     |                        |                    |
| Nacional Zagabria |                        |                     | 0-1                    |                    |

## Turno élite
Al turno élite sono qualificate d'ufficio le dodici squadre uscite vincitrici dal turno principale e le quattro teste di serie del ranking UEFA ovvero Qairat Almaty, Ekonomac Kragujevac, Inter e Tulpar. Il sorteggio del 14 ottobre ha stabilito la composizione dei gironi, tenendo in considerazione i seguenti parametri:
- Le quattro teste di serie sono inserite in gironi diversi; ognuno di questi deve comprendere almeno una squadra giunta prima e una seconda nel turno principale.
- Non possano affrontarsi squadre già avversarie nel turno principale, mentre risultano possibili abbinamenti tra squadre provenienti dallo stesso Paese.
- Le quattro squadre ospitanti, definite prima del sorteggio, sono estratte separatamente, in modo che - pur mantenendo la rispettiva fascia - ve ne sia una in ogni gruppo.
- In seguito a una decisione della Commissione Emergenze UEFA, le squadre provenienti dalla Russia non possono sfidare quelle provenienti dall'Ucraina.

Gli incontri si sono svolti tra il 10 e il 15 novembre 2015; le quattro vincitrici dei gironi del turno élite accedono alla fase finale a eliminazione diretta, che si disputeranno a fine aprile e sarà ospitata da una delle quattro società.

### Gruppo A
| Squadra         | P.ti | G | V | N | P | GF | GS | DR  |
| --------------- | ---- | - | - | - | - | -- | -- | --- |
| Inter           | 9    | 3 | 3 | 0 | 0 | 22 | 4  | +18 |
| Lidselmash Lida | 6    | 3 | 2 | 0 | 1 | 13 | 8  | +5  |
| Dobovec         | 3    | 3 | 1 | 0 | 2 | 4  | 16 | -12 |
| Kremlin-Bicêtre | 0    | 3 | 0 | 0 | 3 | 5  | 16 | -11 |

|                 | Slovenia (bandiera) | Spagna (bandiera) | Francia (bandiera) | Bielorussia (bandiera) |
| --------------- | ------------------- | ----------------- | ------------------ | ---------------------- |
| Dobovec         |                     |                   |                    | 2-7                    |
| Inter           | 8-0                 |                   | 10-2               |                        |
| Kremlin-Bicêtre | 1-2                 |                   |                    |                        |
| Lidselmash Lida |                     | 2-4               | 4-2                |                        |

### Gruppo B
| Squadra          | P.ti | G | V | N | P | GF | GS | DR |
| ---------------- | ---- | - | - | - | - | -- | -- | -- |
| Pescara          | 9    | 3 | 3 | 0 | 0 | 10 | 2  | +8 |
| Zelezarec Skopje | 6    | 3 | 2 | 0 | 1 | 10 | 6  | +4 |
| Tulpar           | 1    | 3 | 0 | 1 | 2 | 6  | 12 | -6 |
| Halle-Gooik      | 1    | 3 | 0 | 1 | 2 | 4  | 10 | -6 |

|                  | Belgio (bandiera) | Italia (bandiera) | Kazakistan (bandiera) | Macedonia del Nord (bandiera) |
| ---------------- | ----------------- | ----------------- | --------------------- | ----------------------------- |
| Halle-Gooik      |                   |                   |                       | 0-4                           |
| Pescara          | 4-2               |                   |                       | 2-0                           |
| Tulpar           | 2-2               | 0-4               |                       |                               |
| Zelezarec Skopje |                   |                   | 6-4                   |                               |

### Gruppo C
| Squadra          | P.ti | G | V | N | P | GF | GS | DR  |
| ---------------- | ---- | - | - | - | - | -- | -- | --- |
| Yugra Jugorsk    | 9    | 3 | 2 | 0 | 0 | 16 | 4  | +12 |
| Qairat Almaty    | 6    | 3 | 2 | 0 | 1 | 11 | 10 | +1  |
| Győri ETO        | 1    | 3 | 0 | 1 | 2 | 9  | 13 | -4  |
| Era-Pack Chrudim | 1    | 3 | 0 | 1 | 2 | 4  | 13 | -9  |

|                  | Rep. Ceca (bandiera) | Ungheria (bandiera) | Kazakistan (bandiera) | Russia (bandiera) |
| ---------------- | -------------------- | ------------------- | --------------------- | ----------------- |
| Era-Pack Chrudim |                      |                     | 1-4                   |                   |
| Győri ETO        | 3-3                  |                     |                       | 2-5               |
| Qairat Almaty    |                      | 5-4                 |                       | 2-5               |
| Yugra Jugorsk    | 6-0                  |                     |                       |                   |

### Gruppo D
| Squadra               | P.ti | G | V | N | P | GF | GS | DR |
| --------------------- | ---- | - | - | - | - | -- | -- | -- |
| Benfica               | 6    | 3 | 2 | 0 | 1 | 9  | 5  | +4 |
| Lokomotyv Charkiv     | 6    | 3 | 2 | 0 | 1 | 8  | 3  | +5 |
| Slov-Matic Bratislava | 4    | 3 | 1 | 1 | 1 | 7  | 8  | -1 |
| Ekonomac Kragujevac   | 1    | 3 | 0 | 1 | 2 | 3  | 11 | -8 |

|                       | Portogallo (bandiera) | Serbia (bandiera) | Ucraina (bandiera) | Slovacchia (bandiera) |
| --------------------- | --------------------- | ----------------- | ------------------ | --------------------- |
| Benfica               |                       |                   | 2-0                |                       |
| Ekonomac Kragujevac   | 0-3                   |                   |                    | 2-2                   |
| Lokomotyv Charkiv     |                       | 6-1               |                    |                       |
| Slov-Matic Bratislava | 5-4                   |                   | 0-2                |                       |

## Final four
Il sorteggio degli accoppiamenti si è tenuto il 15 marzo 2016.
|  | Semifinali          | Semifinali          | Semifinali |       |               | Finale          | Finale          | Finale          |  |
|  |                     |                     |            |       |               |                 |                 |                 |  |
|  | Yugra Jugorsk (dcr) | Yugra Jugorsk (dcr) | 4 (3)      |       |               |                 |                 |                 |  |
|  | Yugra Jugorsk (dcr) | Yugra Jugorsk (dcr) | 4 (3)      |       |               |                 |                 |                 |  |
|  | Benfica             | Benfica             | 4 (2)      |       |               |                 |                 |                 |  |
|  | Benfica             | Benfica             | 4 (2)      |       | Gazprom Jugra | Gazprom Jugra   | 4               |                 |  |
|  |                     |                     |            |       | Gazprom Jugra | Gazprom Jugra   | 4               |                 |  |
|  |                     |                     | Inter      | Inter | 3             |                 |                 |                 |  |
|  | Pescara             | Pescara             | Inter      | Inter | 3             | 2               |                 |                 |  |
|  | Pescara             | Pescara             |            |       |               | 2               |                 |                 |  |
|  | Inter               | Inter               | 4          |       |               | Finale 3º posto | Finale 3º posto | Finale 3º posto |  |
|  | Inter               | Inter               | 4          |       |               |                 |                 |                 |  |
|  |                     |                     |            |       |               |                 |                 |                 |  |
|  |                     |                     |            |       |               | Benfica (dcr)   | Benfica (dcr)   | 2 (2)           |  |
|  |                     |                     |            |       |               | Benfica (dcr)   | Benfica (dcr)   | 2 (2)           |  |
|  |                     |                     |            |       |               | Pescara         | Pescara         | 2 (0)           |  |

### Semifinali
| Arbitri: | Pascal Lemal Cédric Pelissier Bogdan Sorescu |

|                                                                |                      |                                                         |
| Lyskov 20'33'’ Signev 29'34'’ Afanas'ev 31'15'’ Katata 41'36'’ | Marcatori            | 14'13'’ Chaguinha 31'04'’, 45’ Patias 37'29'’ Jefferson |
| Marcênio Šajachmetov Robinho                                   | Tiri di rigore 3 – 2 | Patias Wilhelm Henmi                                    |

| Arbitri: | Saša Tomić Bogdan Sorescu Cédric Pelissier |

|                            |           |                                                                  |
| Canal 5'48'’ Salas 37'15'’ | Marcatori | 8'08'’ Ricardinho 11'33'’ Cardinal 20'33'’ Rato 39'53'’ Rivillos |

### Finale 3º posto
| Arbitri: | Cédric Pelissier Pascal Lemal Saša Tomić |

|                           |                      |                               |
| Ré 33'53'’ Coelho 38'45'’ | Marcatori            | 19'08'’ Canal 20'22'’ Borruto |
| Patias Coelho             | Tiri di rigore 2 – 0 | Nicolodi Ercolessi            |

### Finale
| Arbitri: | Bogdan Sorescu Saša Tomić Pascal Lemal |

| |            | |
| Afanas'ev 5'16'’, 37'58'’ Marcênio 17'15'’ Katata 39'05'’ | Marcatori  | 5'44'’ Cardinal 13'07'’ Pola 39'16'’ Shiraishi |
| · Sergej Slemzin · Vladislav Šajachmetov · Andrej Afanas'ev · Marcênio · Daniil Davydov · Dmitrij Lyskov · Éder Lima · Robinho · Rafael Katata · Ivan Čiškala · Artëm Nijazov · Ivan Signev · Caio | Formazioni | · Jesús Herrero · Carlos Ortiz · Daniel Shiraishi · Mario Rivillos · Borja Díaz · Luis Amado · Alejandro González · Humberto · Lolo · Pola · Ricardinho · Darlan · Rafael Rato · Fernando Cardinal |
| Kaká | Allenatori | Jesús Velasco |